# Prachatice II
Prachatice II jsou část města Prachatice ve stejnojmenném okrese v Jihočeském kraji. Tvoří ji katastrální území Prachatice bez historického jádra, které tvoří část Prachatice I. K části Prachatice II patří i kopec Výrovec na severu a větší část kopce Libín na jihu.
Je zde evidováno 1244 adres. V roce 2011 zde trvale žilo 10 016 obyvatel.

## Historie
Prachatice II byly prachatickou částí v letech 1900–1920. Znovu se jí stala 1. července 1980.

## Obyvatelstvo
| Rok            | 1869 | 1880 | 1890 | 1900  | 1910  | 1921 | 1930  | 1950 | 1961 | 1970  | 1980  | 1991   | 2001   | 2011   | 2021  |
| -------------- | ---- | ---- | ---- | ----- | ----- | ---- | ----- | ---- | ---- | ----- | ----- | ------ | ------ | ------ | ----- |
| Počet obyvatel | 0    | 0    | 0    | 2 286 | 2 506 | 0    | 2 880 | 0    | 0    | 5 257 | 9 084 | 10 652 | 10 551 | 10 016 | 9 136 |
| Počet domů     | 0    | 0    | 0    | 232   | 257   | 277  | 345   | 0    | 0    | 431   | 624   | 753    | 930    | 1 049  | 1 103 |